# Samwel Wladimirowitsch Danijeljan
Samwel Wladimirowitsch Danijeljan (russisch Самвел Владимирович Даниелян, armenisch Սամվել Դանիելյան; * 4. Februar 1971) ist ein ehemaliger sowjetischer bzw. russischer Ringer armenischer Herkunft. Er wurde 1995 Weltmeister im griechisch-römischen Stil im Fliegengewicht.

## Werdegang
Samwel Danijeljan war Angehöriger der sowjetischen bzw. russischen Streitkräfte und Mitglied des Sportclubs der Armee SKA Rostow am Don, wo er von Pjotr Tschinibalanz trainiert wurde. Er begann bereits als Jugendlicher im Jahre 1980 mit dem Ringen. Dabei konzentrierte er sich ganz auf den griechisch-römischen Stil. Als Erwachsener rang er bei einer Größe von 1,65 Metern immer im Fliegengewicht (damals bis 52 kg bzw. 54 kg Körpergewicht).
Am erfolgreichsten war Samwel Danijeljan während seiner Juniorenzeit. Zwischen 1987 und 1991 erkämpfte er sich dabei in den verschiedenen Altersklassen (Juniors und Espoirs) insgesamt fünf internationale Titel (2 × Weltmeister und 3 × Europameister).
Als Senior, dieser Altersgruppe gehörte er ab 1992 an, hatte er es in Russland in seiner Gewichtsklasse natürlich mit einer starken Konkurrenz zu tun. Er hatte deswegen keinen Dauer-Stammplatz bei den internationalen Meisterschaften, kam aber doch einige Male zum Einsatz und vertrat Russland sogar im Jahre 1996 bei den Olympischen Spielen in Atlanta.
1993 gab er bei der Europameisterschaft in Istanbul sein Debüt bei einer internationalen Meisterschaft bei den Senioren. Er kam dabei im Fliegengewicht hinter Natiq Eyvazov aus Aserbaidschan und Andrij Kalaschnykow aus der Ukraine auf den 3. Platz. Danach kam er erst wieder bei der Europameisterschaft 1995 in Besançon zum Einsatz. In Besançon verpasste er im Fliegengewicht mit einem 4. Platz hinter Armen Nasarjan aus Armenien, Alfred Ter-Mkrtchyan aus Deutschland und Andrij Kalaschnykow knapp die Medaillenränge. Er wurde in diesem Jahr vom russischen Ringerverband aber trotzdem zur Weltmeisterschaft nach Prag entsandt und belohnte dieses Vertrauen mit dem Gewinn des Weltmeistertitels im Fliegengewicht vor Armen Nasarjan und Alfred Ter-Mkrtchyan.
Bei der Europameisterschaft 1996 in Budapest enttäuschte er als amtierender Weltmeister, denn er kam dort nur auf den 7. Platz. Er wurde aber trotzdem bei den Olympischen Spielen 1996 in Atlanta eingesetzt. Dort siegte er im Fliegengewicht über Shamseddin Hudayberdiyev aus Usbekistan und Dariusz Jabłoński aus Polen, unterlag aber in seinem dritten Kampf seinem alten Rivalen Armen Nasarjan, weitere Siege über Nurum Dusenow aus Kasachstan und Lázaro Rivas aus Kuba brachten ihn in den Kampf um eine olympische Bronzemedaille, den er allerdings gegen Andrij Kalaschnykow verlor. Er musste deshalb mit dem undankbaren 4. Platz die Heimreise antreten.
Danach wurde er zunächst bei keinen internationalen Meisterschaften mehr eingesetzt. 1999 war er in Sofia noch einmal bei einer Europameisterschaft im Fliegengewicht am Start. Er stellte sich dort in hervorragender Form vor und wurde mit Siegen über Serhij Sobokar, Ukraine, Wahan Juharjan, Armenien, Robert Sollie, Norwegen, Simeon Milew, Bulgarien und Dariusz Jabłoński Europameister. Dies war sein letzter Start auf der internationalen Ringermatte.

## Internationale Erfolge
| Jahr | Platz | Wettbewerb                                  | Gewichtskl.  | Ergebnis |
| 1987 | 1.    | Junioren-EM (Juniors) in Kattowitz          | bis 46 kg KG | vor Simeon Milew, Bulgarien u. Valentin Rebega, Rumänien |
| 1988 | 1.    | Junioren-EM (Espoirs) in Wałbrzych          | Papier       | vor Jan Ulbrich, DDR u. Piotr Chamera, Polen |
| 1988 | 1.    | Junioren-WM (Juniors) in Wolfurt/Österreich | bis 46 kg KG | vor Kim Gi-hag, Südkorea u. William Mendoza, Kuba |
| 1988 | 1.    | Junioren-WM (Espoirs) in Athen              | Papier       | vor Wilber Sánchez, Kuba u. Tetsuya Yamamoto, Japan |
| 1989 | 1.    | Junioren-EM (Juniors) in Witten             | bis 50 kg KG | vor İsmail Aslan, Türkei, József Hamzók, Ungarn u. Dariusz Jabłoński, Polen |
| 1990 | 3.    | Golden-Grand-Prix in Saarbrücken            | Fliegen      | hinter Jon Rønningen, Norwegen u. Alfred Ter-Mkrtchyan, UdSSR |
| 1991 | 1.    | Junioren-WM (Espoirs) in Prievidza          | Fliegen      | vor Dariusz Jabłoński u. Valentin Rebega |
| 1991 | 1.    | Welt-Cup in Thessaloniki                    | Fliegen      | vor Shawn Sheldon, USA u. Min Kyung-gab, Südkorea |
| 1992 | 2.    | Welt-Cup in Besançon                        | Fliegen      | hinter Shawn Sheldon, vor Raúl Martínez Alemán, Kuba |
| 1993 | 3.    | EM in Istanbul                              | Fliegen      | hinter Natiq Eyvazov, Aserbaidschan u. Andrij Kalaschnykow, Ukraine |
| 1995 | 4.    | EM in Besançon                              | Fliegen      | hinter Armen Nasarjan, Armenien, Alfred Ter-Mkrtchyan und Andrij Kalaschnykow |
| 1995 | 1.    | WM in Prag                                  | Fliegen      | vor Armen Nasarjan, Alfred Ter-Mkrtchyan, Deutschland, Khaled Al-Faraj, Syrien u. Shawn Sheldon |
| 1996 | 7.    | EM in Budapest                              | Fliegen      | Sieger: Andrij Kalaschnykow vor Armen Nasarjan und Alfred Ter-Mkrtchyan |
| 1996 | 4.    | OS in Atlanta                               | Fliegen      | mit Siegen über Shamseddin Hudayberdiyev, Usbekistan u. Dariusz Jabłoński, einer Niederlage gegen Armen Nasarjan, Siegen über Nurum Dusenow, Kasachstan u. Lázaro Rivas, Kuba u. einer Niederlage gegen Andrij Kalaschnykow |
| 1999 | 1.    | EM in Sofia                                 | Fliegen      | mit Siegen über Serhij Sobokar, Ukraine, Wahan Juharjan, Armenien, Robert Sollie, Norwegen, Simeon Milew u.Dariusz Jabłoński                                                                                                |

Erläuterungen
- alle Wettbewerbe im griechisch-römischen Stil
- OS = Olympische Spiele, WM = Weltmeisterschaften, EM = Europameisterschaften
- Papiergewicht, bis 1996 bis 48 kg KG, danach abgeschafft, Fliegengewicht, bis 1996 bis 52 kg, von 1997 bis 2001 bis 54 kg Körpergewicht, danach abgeschafft